# Samuel Chatto
Samuel David Benedict Chatto (Londres, 28 de julho de 1996) é um aristocrata britânico. Ele é o primeiro filho nascido de Lady Sarah Chatto e de seu marido, o Daniel Chatto; sendo por parte de mãe o primeiro neto da princesa Margarida do Reino Unido, Condessa de Snowdon, sendo, portanto, sobrinho-neto da rainha Isabel II do Reino Unido. Ele ocupa o 30.° lugar na linha de sucessão ao trono britânico.

## Nascimento e família
Samuel, ou "Sam Chatto" como é mais conhecido principalmente nas redes sociais, nasceu na cidade de Londres, no dia 28 de julho de 1996, sendo o primeiro filho nascido de Lady Sarah Chatto e de seu marido, o Daniel Chatto.
Pelo lado da sua mãe, é o primeiro neto da princesa Margarida do Reino Unido, Condessa de Snowdon e Antony Armstrong-Jones, 1.º Conde de Snowdon; pelo lado maternal ainda é um bisneto direto do rei Jorge VI do Reino Unido e da rainha Isabel Bowes-Lyon. Enquanto que pelo lado de seu pai, Samuel é neto do ator Thomas Chatto Sproule e a agente teatral Rosalind Chatto.
Samuel possui um irmão mais novo: o Arthur.
O seu tio paterno é o David Armstrong-Jones, 2.º Conde de Snowdon, e os seus dois primos em primeiro grau são: o Charles Armstrong-Jones, Visconde Linley e a Lady Margarita Armstrong-Jones.

### Relacionamentos
Desde 2015, está em um namoro com Sophie Pipe.

## Educação
Sam estudou no famoso Eton College, localizado na Inglaterra, onde terminou o seu ensino secundário.
Estudou História da arte na Universidade de Edimburgo, localizada na Escócia.